# Blauneria heteroclita
Espèce
Synonymes
- Achatina pellucida L. Pfeiffer, 1840
- Tornatellina cubensis L. Pfeiffer, 1842
- Voluta heteroclita Montagu, 1808

Blauneria heteroclita est une espèce d'escargots terrestres de petite taille de la famille des Ellobiidae, présent sur les rivages de mangrove des littoraux de l’Atlantique ouest.

## Systématique
L'espèce Blauneria heteroclita a été décrite pour la première fois en 1808 par le zoologiste britannique George Montagu (1753–1815) sous le protonyme Voluta heteroclita, et avec pour localité type Matanzas à Cuba.

## Description
La coquille est haute au plus de 7 mm, allongée, fragile, transparente à translucide, brillante, blanchâtre, senestre. La spire peut compter jusqu’à neuf tours à profil rectiligne ou légèrement convexe portant de très discrète stries spirales qu’entrecoupent des lignes de croissances irrégulières. Le dernier tour de coquille représente 60% de la hauteur de coquille chez les spécimens âgés, et 70 à 75% chez les spécimens jeunes.
L’ouverture représente 70% de la hauteur du dernier tour. Elle est ovale allongée, avec une lèvre interne légèrement canaliculée à sa base et une petite dent columellaire très oblique. Une dent pariétale oblique est également présente sur ce bord interne, située à mi-hauteur de l’ouverture. Le bord externe est aigu, lisse sur son côté intérieur.
Le protoconque est lisse, bien développé, avec un à un tour et demi visible, l’enroulement dégageant une perforation semblable à un ombilic à l’apex de la coquille.

## Distribution
Blauneria heteroclita est de distribution tropicale à subtropicale ouest-atlantique. L’espèce se rencontre sur les littoraux des pays et régions suivantes,,, :
- Alabama,
- Bahamas,
- Bermudes,
- Brésil,
- Cuba,
- Floride,
- Grand Cayman,
- Guadeloupe,
- Haiti,
- Jamaïque,
- Porto Rico,
- Saint Thomas,
- Texas,
- Yucatan.

Quelques coquilles ont été collectées historiquement en Écosse, mais sont supposées avoir été apportées dans cette région par le déballastage de navires provenant des Antilles.

## Écologie
Blauneria heteroclita est un escargot terrestre limité à la zone supratidale des mangroves où il est habituellement enfoui dans le sédiment meuble sous les cailloux, les bois en décomposition ou les racines des propagules de palétuvier. Il y est fréquemment associé à d'autres espèces d'Ellobiidae des genres Laemodonta, Creedonia ou Microtralia.
En Guadeloupe, cette espèce est observée parmi les cailloux et autres débris organiques jonchant le sol argileux en bordure des mangroves à Avicenia. Elle est également observée dans le sable humide, sur des fragments échoués de coraux, juste au dessus de la ligne d'eau.

## Publication originale
- George Montagu, Supplement to Testacea Britannica with additional plates, 1808, 183 p. (lire en ligne).